# Pet
Pet je peti broj u skupu prirodnih brojeva. Označava se brojkom 5. Njegov je prethodnik broj četiri (4), a sljedbenik broj šest (6). Broj pet treći je prosti broj u skupu prirodnih brojeva, iza broja dva (2) i broja tri (3).

## Broj pet u drugim jezicima
| Jezik       | Naziv  |
| ----------- | ------ |
| engleski    | five   |
| njemački    | fünf   |
| nizozemski  | vijf   |
| norveški    | fem    |
| danski      | fem    |
| švedski     | fem    |
| portugalski | cinco  |
| španjolski  | cinco  |
| francuski   | cinq   |
| talijanski  | cinque |
| rumunjski   | cinci  |
| litavski    | penki  |
| latvijski   | pieci  |
| poljski     | pięć   |
| češki       | pět    |
| slovački    | päť    |
| slovenski   | pet    |
| finski      | viisi  |